# Owen Power
Owen Power, född 22 november 2002 i Mississauga i Ontario, är en kanadensisk professionell ishockeyback som spelar för Buffalo Sabres i National Hockey League (NHL).
Han har tidigare spelat för Michigan Wolverines i National Collegiate Athletic Association (NCAA) och Chicago Steel i United States Hockey League (USHL).
Power draftades av Buffalo Sabres i första rundan i 2021 års draft som första spelare totalt.

## Statistik
| 2017–2018   | Mississauga Reps    | GTHL        | 33  | 9  | 19 | 28 | 22  | —  | — | — | — | — |
| 2018–2019   | Chicago Steel       | USHL        | 58  | 11 | 14 | 25 | 10  | 11 | 0 | 2 | 2 | 6 |
| 2019–2020   | Chicago Steel       | USHL        | 45  | 12 | 28 | 40 | 18  | —  | — | — | — | — |
| 2020–2021   | Michigan Wolverines | NCAA        | 26  | 3  | 13 | 16 | 6   | —  | — | — | — | — |
| 2021–2022   | Buffalo Sabres      | NHL         | 7   | 1  | 1  | 2  | 2   | —  | — | — | — | — |
|             | Michigan Wolverines | NCAA        | 33  | 3  | 29 | 32 | 12  | —  | — | — | — | — |
| 2022–2023   | Buffalo Sabres      | NHL         | 79  | 4  | 31 | 35 | 24  | —  | — | — | — | — |
| NHL totalt  | NHL totalt          | NHL totalt  | 87  | 6  | 32 | 38 | 26  | —  | — | — | — | — |
| NCAA totalt | NCAA totalt         | NCAA totalt | 59  | 6  | 42 | 48 | 18  | —  | — | — | — | — |
| USHL totalt | USHL totalt         | USHL totalt | 117 | 37 | 49 | 86 | 104 | 11 | 0 | 2 | 2 | 6 |

### Internationellt
| Källa: Uppdaterad: 2022-04-13 | Källa: Uppdaterad: 2022-04-13 | Källa: Uppdaterad: 2022-04-13 |         | Utv = Utvisningsminuter | Utv = Utvisningsminuter | Utv = Utvisningsminuter | Utv = Utvisningsminuter | Utv = Utvisningsminuter |
| År                            | Lag                           | Mästerskap                    | Matcher | Mål                     | Assists                 | Poäng                   | Utv                     |                         |
| ----------------------------- | ----------------------------- | ----------------------------- | ------- | ----------------------- | ----------------------- | ----------------------- | ----------------------- | ----------------------- |
| 2021                          | Kanada                        | VM                            | 10      | 0                       | 3                       | 3                       | 4                       |                         |
| 2022                          | Kanada                        | JVM                           | 2       | 3                       | 2                       | 5                       | 0                       |                         |
| 2022                          | Kanada                        | OS                            | 5       | 0                       | 1                       | 1                       | 2                       |                         |
| Junior totalt                 | Junior totalt                 | Junior totalt                 | 2       | 3                       | 2                       | 5                       | 0                       |                         |
| Senior totalt                 | Senior totalt                 | Senior totalt                 | 15      | 0                       | 4                       | 4                       | 6                       |                         |